# Інфанта Єлена, герцогиня де Луго
Інфанта Єлена Марія Ізабелла Домініка де Сілос де Бурбон і Греція (ісп. Elena María Isabel Dominica de Silos de Borbón y de Grecia; нар. 20 грудня 1963, Мадрид, Іспанія) — старша дочка та перша дитина короля Іспанії Хуана Карлоса І та королеви Софії Грецької, старша сестра короля Філіпа VI. Посідає третє місце у лінії успадкування престолу в Іспанії після принцеси Астурійської Леонор та інфанти Софії.

## Ранні роки

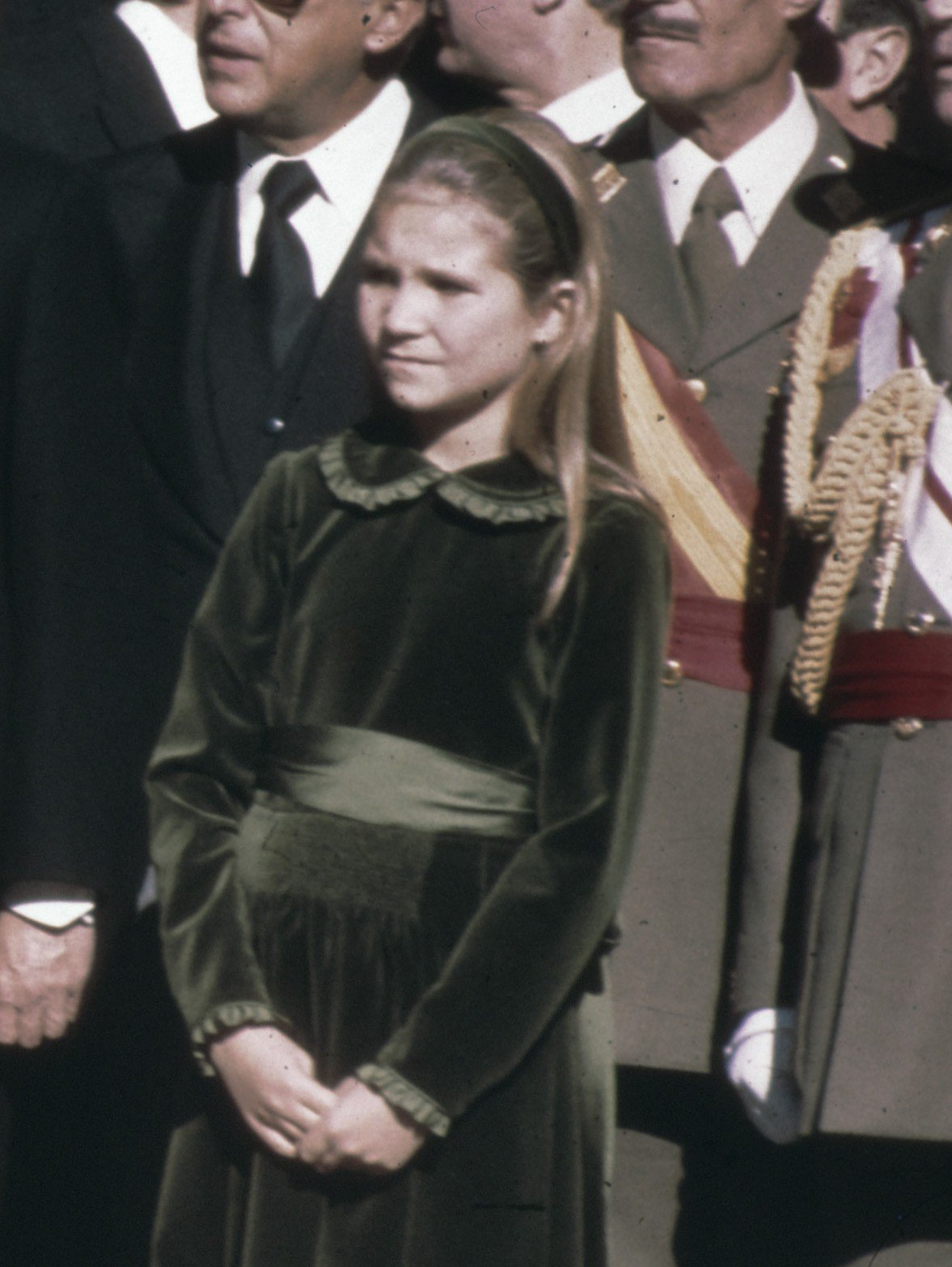
Інфанта Єлена у 1975 році

Інфанта Єлена народилася 20 грудня 1963 року у лікарні Nuestra Señora de Loreto у Мадриді. Стала старшою дочкою і дитиною майбутнього на той час короля Хуана Карлоса І та його дружини, майбутньої королеви Софії Грецької. У 1987 році інфанта познайомилася з Хайме Марічалар, своїм майбутнім чоловіком, у Парижі.

## Освіта
Навчалася у школі Санта Марія дель Каміно. У 1986 році закінчила Університетську школу ESCUNI в Мадриді з дипломом викладача загальної базової освіти за спеціальністю «англійська філологія». Протягом одного року працювала за спеціальністю у школі, в якій колись навчалася. Потім навчалася на спеціальних курсах соціології та освіти у Ексетерському університеті. У 1993 році закінчила Університет Комільяс у Мадриді та отримала ступінь ліценціата педагогічних наук.

## Суспільна діяльність
Як член королівської сім'ї бере участь у офіційних заходах в Іспанії та за її межами. З офіційними візитами побувала у багатьох містах, зокрема у Франкфурті-на-Майні, Лондоні, та багатьох країнах світу, зокрема у США, Аргентині, Японії та Філіппінах. Очолює ряд проєктів та програм.

## Шлюб та сім'я
Одружилася з Хайме Марічалар 18 березня 1995 року. Вінчання відбулося у Севільському соборі. Перед одруженням батько інфанти, король Хуан Карлос І, надав дочці титул герцогині де Луго. В шлюбі має двох дітей: сина Феліпе (народився 17 липня 1998 року) та дочку Вікторію (народилася 9 вересня 2000 року).
13 листопада 2007 року було анонсовано розлучення між інфантою Єленою та її чоловіком, хоча розлучення відбулося лише через 2 роки — у грудні 2009 року.

## Титули та нагороди

### Королівські титули
- Титул від 20 грудня 1963 року: ЇЇ Королівська Високість Інфанта Донна Єлена Іспанська[9]
- Оновлений титул від 3 березня 1995 року: ЇЇ Королівська Високість Інфанта Донна Єлена Іспанська, герцогиня де Луго

### Нагороди

#### Національні (іспанські) нагороди
- Орден Карлоса III
- Орден Ізабелли Католички

#### Нагороди інших країн
- Австрія: Почесний знак «За заслуги перед Австрійською Республікою»
- Бельгія: Орден Леопольда I
- Гватемала: Орден Кетцаля
- Греція: Орден Пошани
- Італія: Орден «За заслуги перед Італійською Республікою»
- Ісландія: Орден Ісландського сокола
- Йорданія: Орден Зірки Йорданії
- Люксембург: Орден Адольфа Нассау

- Непал: Орден Тришакті Патта
- Нідерланди: Орден Оранських-Нассау
- Норвегія: Орден Святого Олафа
- Перу: Орден «Сонце Перу»
- Португалія: Орден Христа та Орден інфанта Енріке
- Чилі: Орден «За заслуги»
- Швеція: Ювілейна медаль на честь 50-ліття короля Карла XVI Густава
- Японія: Орден Дорогоцінної корони